# Attacus burmaensis
Attacus burmaensis är en fjärilsart som beskrevs av Juriaanse 1920. Attacus burmaensis ingår i släktet Attacus och familjen påfågelsspinnare. Inga underarter finns listade i Catalogue of Life.